# Pós-guerra

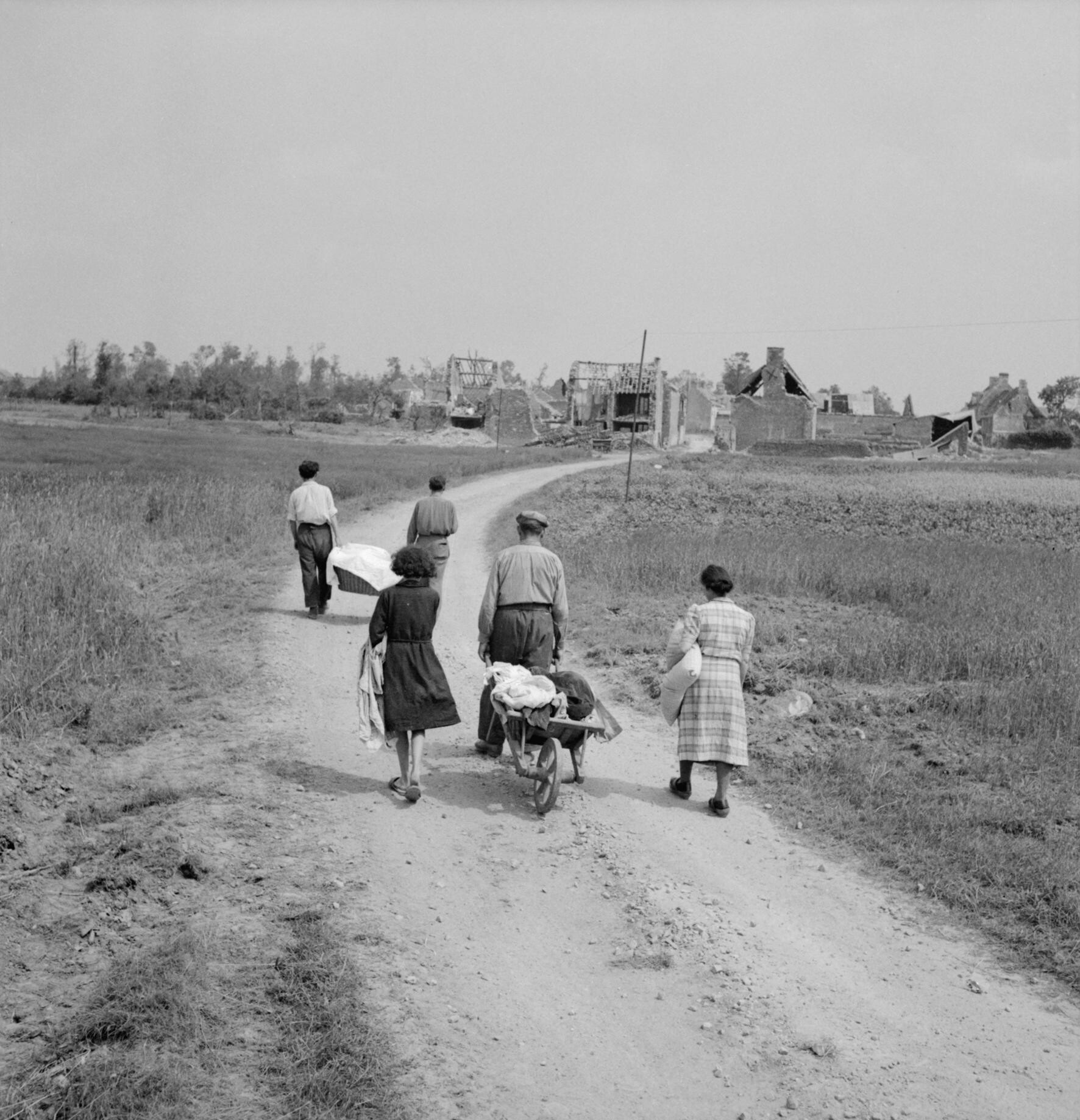
Em 18 de julho de 1944 uma família francesa retorna à sua aldeia natal, Buron, ao noroeste de Caen, que foi completamente destruída durante a Segunda Guerra Mundial.

Pós-guerra é a denominação dada ao período que se segue a um conflito armado suficientemente intenso para provocar uma situação marcada por penúria, crise econômica e social, instabilidade  política (revoluções, golpes de estado) e, não raramente, perdas territoriais e deslocamentos populacionais, sobretudo do lado dos vencidos. Na historiografia contemporânea, o pós-guerra quase sempre se refere aos períodos de 1918-1928 (primeiro pós-guerra)  ou 1945-1955 (segundo pós-guerra), ou seja, os dez anos posteriores ao fim da Primeira Guerra Mundial ou da Segunda Guerra Mundial .